# Raffaele Di Paco
Raffaele Di Paco (Fauglia, 6 juli 1908 – Fauglia, 21 mei 1996) was een Italiaans wielrenner.

## Belangrijkste overwinningen
1930
- 7e etappe Ronde van Italië

1931
- 10e etappe Ronde van Frankrijk
- 11e etappe Ronde van Frankrijk
- 19e etappe Ronde van Frankrijk
- 21e etappe Ronde van Frankrijk
- 22e etappe Ronde van Frankrijk

1932
- 9e etappe Ronde van Frankrijk
- 14e etappe Ronde van Frankrijk
- 17e etappe Ronde van Frankrijk
- 18e etappe Ronde van Frankrijk
- 5e etappe Ronde van Italië

1935
- 3e etappe Ronde van Frankrijk
- 5e etappe deel B Ronde van Frankrijk
- 9e etappe Ronde van Italië
- 14e etappe Ronde van Italië
- 17e etappe Ronde van Italië
- 18e etappe Ronde van Italië

1936
- 3e etappe Ronde van Italië
- 7e etappe Ronde van Italië
- 10e etappe Ronde van Italië
- 14e etappe Ronde van Italië
- 15e etappe deel A Ronde van Italië
- Milaan-Mantua

1937
- 8e etappe deel B Ronde van Italië

1938
- 8e etappe Ronde van Italië
- 10e etappe Ronde van Italië
- 12e etappe Ronde van Italië

## Resultaten in voornaamste wedstrijden
| Jaar | Ronde van Italië | Ronde van Frankrijk | Ronde van Spanje |
| ---- | ---------------- | ------------------- | ---------------- |
| 1929 | 22e              |                     |                  |
| 1930 | opgave (1)       |                     |                  |
| 1931 | 33e              | 17e (5)             |                  |
| 1932 | opgave (1)       | 33e (4)             |                  |
| 1933 |                  | opgave              |                  |
| 1934 | opgave           | opgave              |                  |
| 1935 | 32e (4)          | opgave (2)          |                  |
| 1936 | 41e (5)          |                     |                  |
| 1937 | opgave (1)       |                     |                  |
| 1938 | 47e (3)          |                     |                  |
| 1939 | opgave           |                     |                  |

(*) tussen haakjes aantal individuele etappe-overwinningen